# Masa máxima autorizada
La masa máxima autorizada de un vehículo es la masa máxima que puede tener un vehículo que circula por la vía pública una vez cargado. Suele abreviarse como MMA.
Por lo tanto en esta masa se incluye la del propio vehículo con el equipamiento necesario completo incluyendo los fluidos de lubricación, el combustible, etcétera, más la masa del conductor y la de los demás viajeros o mercancía transportada.
Junto con el número de pasajeros, es el dato más utilizado a la hora de establecer categorías de vehículos. El número de pasajeros es utilizado para clasificar los vehículos destinados al transporte de personas y la MMA para los vehículos destinados al transporte de mercancías. Así mismo, es el dato más utilizado a la hora de establecer limitaciones de acceso, limitaciones de velocidad, o los permisos necesarios para la conducción de los vehículos.
Una clasificación legalmente reconocida de los vehículos en la Unión Europea asigna tres categorías: M (para el transporte de pasajeros), N (para el transporte de mercancías) y O (para los remolques y semirremolques). Los vehículos de la categoría N, es decir aquellos vehículos automóviles destinados al transporte de mercancías, se subdividen el tres subcategorías establecidas en función de su MMA:
- N1 - MMA hasta 3.500 kg,
- N2 - MMA superior a 3500 kg y hasta 12.000 kg,
- N3 - MMA superior a 12.000 kg.

En España los diferentes permisos para la conducción de vehículos de transporte de mercancías se establecen en función de la masa total permitida del vehículo, es decir de su MMA. Así por ejemplo:
- el permiso de la «clase B» permite conducir vehículos de hasta 3.500 kg de MMA,
- el permiso de la «clase C1», vehículos de más de 3.500 kg hasta 7.500 kg de MMA y
- el permiso de la «clase C2», vehículos de más de 7.500 kg de MMA.

A efectos prácticos tiene tanta importancia la carga útil o «masa útil» como la masa máxima autorizada. La masa útil hace referencia a la masa máxima de las personas o mercancías que puede transportar un vehículo. Esta masa se obtiene restando la tara a la MMA.